# Itara pendleburyi
Itara pendleburyi är en insektsart som först beskrevs av Lucien Chopard 1931.  Itara pendleburyi ingår i släktet Itara och familjen syrsor. Inga underarter finns listade i Catalogue of Life.